# Mirabilicoxa longispina
Mirabilicoxa longispina is een pissebed uit de familie Desmosomatidae. De wetenschappelijke naam van de soort is voor het eerst geldig gepubliceerd in 1916 door Hansen.